# Osredek pri Trški Gori
Osredek pri Trški Gori je naselje u Općini Krško u istočnoj Sloveniji. Osredek pri Trški Gori se nalazi u pokrajini Dolenjskoj i statističkoj regiji Donjoposavskoj. 

## Stanovništvo
Prema popisu stanovništva iz 2002. godine Osredek pri Trški Gori je imao 23 stanovnika.

## Vanjske poveznice
- Satelitska snimka naselja  Arhivirana inačica izvorne stranice od 29. srpnja 2017. (Wayback Machine)